# Centro europeo per gli astronauti

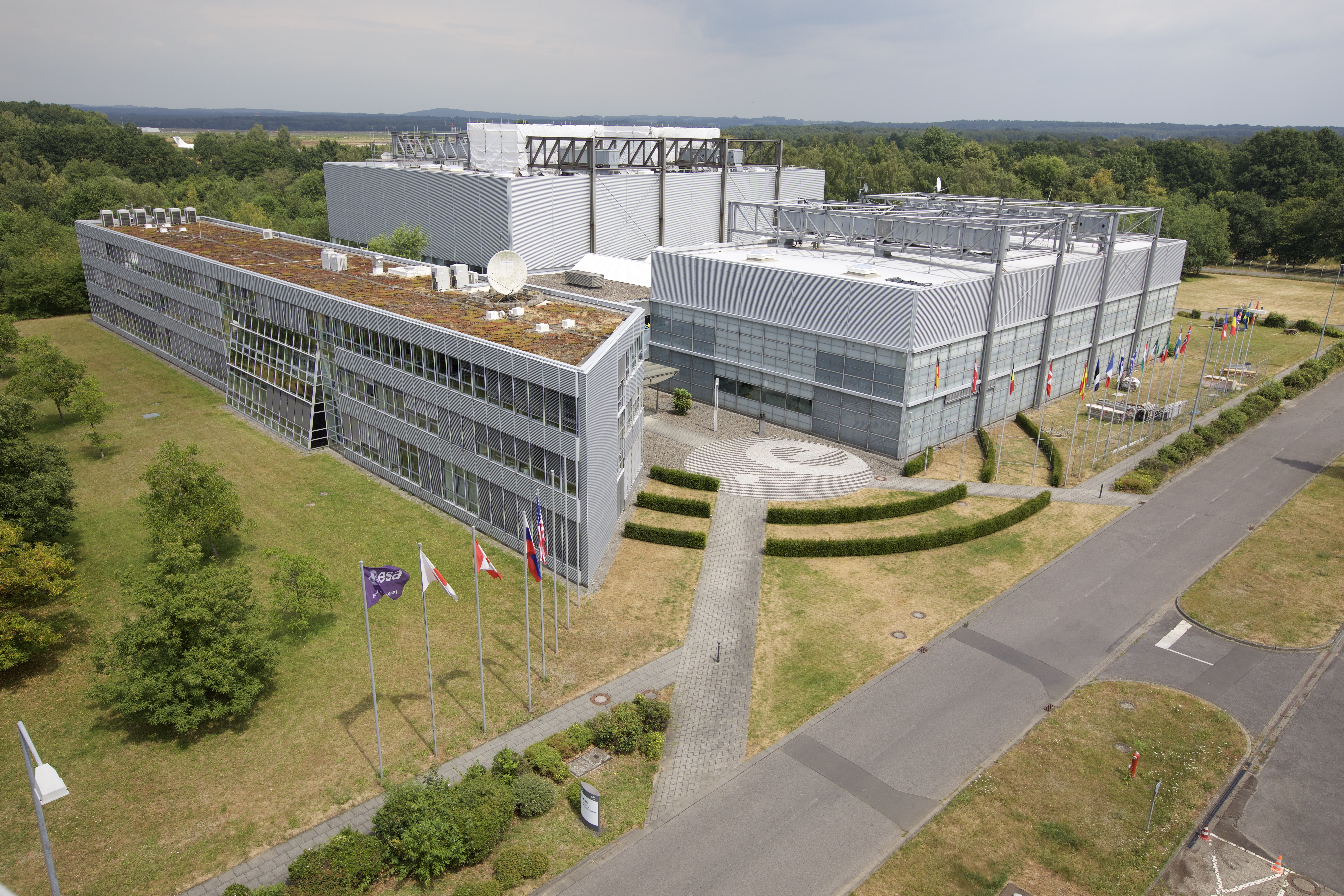
Il Centro europeo per gli astronauti (EAC)

Il Centro europeo per gli astronauti (EAC, in inglese European Astronaut Centre, in tedesco: Europäisches Astronautenzentrum,  in francese: Centre des astronautes européens) è un centro dell'Agenzia spaziale europea (ESA), situato a Colonia in Germania, che ha il compito di reclutare, formare e assistere gli astronauti che partecipano alle missioni spaziali sulla Stazione spaziale internazionale (ISS) e, in passato, sullo Space Shuttle e sulla stazione spaziale Mir.

## Storia
L'EAC è stato fondato nel 1990 per consolidare le attività europee nel volo spaziale umano. Inizialmente ospitò tre astronauti ESA selezionati nel 1978 per missioni con lo Space Shuttle, tra cui Ulf Merbold (Germania), Wubbo Ockels (Paesi Bassi) e Claude Nicollier (Svizzera), primo europeo a compiere un'attività extraveicolare (EVA) nel 1999. 
Nel 1998, gli Stati membri ESA decisero di unificare i gruppi di astronauti nazionali in un unico Corpo astronauti europeo, processo completato nel 2002 con 16 astronauti.
Dal 2000 in poi, l'EAC ha supportato missioni di lunga durata sulla Stazione Spaziale Internazionale (ISS), nonostante l'incidente del Columbia ne abbia limitato l'accesso tra il 2003 e il 2005. Con la ripresa dei voli Shuttle e l'espansione dell'ISS, l'EAC ha avuto un ruolo importante, ad esempio con la partecipazione di Thomas Reiter (2006), Christer Fuglesang (2006) e l'arrivo del laboratorio europeo Columbus nel 2008.
Nel 2009 furono selezionati sei nuovi astronauti, e nel 2022 ESA ha avviato una nuova selezione, conclusa con la creazione del Gruppo astronauti ESA 2022 comprendente anche riserve e il primo candidato astronauta con disabilità fisica.

## Responsabilità
L'EAC è responsabile di:
- Selezione e formazione degli astronauti europei
- Addestramento tecnico sul modulo Columbus e sui carichi utili ESA presenti sull'ISS
- Supporto medico agli astronauti tramite il Crew Medical Support Office (CMSO), inclusa la medicina preventiva, la nutrizione e il monitoraggio durante tutte le fasi della missione
- Operazioni di comunicazione: gli operatori EUROCOM gestiscono tutte le comunicazioni vocali tra astronauti sulla ISS e il Columbus Control Centre
- Supporto operativo agli astronauti durante le missioni e coordinamento delle attività scientifiche con i vari User Support and Operation Centres (USOC) sparsi in Europa
- Formazione di astronauti internazionali (NASA, Roscosmos, JAXA, CSA) su hardware europeo e certificazione secondo gli standard ISS
- Formazione per le missioni commerciali sulla ISS, come l'addestramento di equipaggi Axiom Space
- Promozione dell'educazione e delle attività pubbliche legate al volo spaziale umano
- Fino al 2015 si occupava dell'addestramento degli astronauti sui sistemi e sulle procedure di docking/undocking dell'Automated Transfer Vehicle (ATV)

## Struttura operativa
Il centro è suddiviso in diverse aree operative:
- Astronaut Training Division: per la formazione tecnica e operativa degli astronauti
- Space Medicine Division: per il supporto medico e psicologico degli astronauti
- Astronaut Management Division: per la gestione delle carriere e assegnazioni degli astronauti
- Education and Communications Division: per eventi, comunicazione e sensibilizzazione con il pubblico

## Collaborazioni
L'EAC lavora a stretto contatto con:
- Il Columbus Control Centre (COL-CC) a Oberpfaffenhofen per operazioni di volo
- L'Envihab del DLR per studi su medicina spaziale e fisiologia umana[3]
- Il LUNA Analog Facility, una area analoga lunare che sarà usata per addestrare gli astronauti alle missioni Artemis e a futuri viaggi sulla Luna